# Eric Hinrichsen
Pour l’article homonyme, voir Hinrichsen.
Eric Hinrichsen, né le 13 avril 1976 à Campbell River, au Canada, est un ancien joueur canadien de basket-ball, évoluant au poste d'ailier.